# San Andrés Teotilálpam
San Andrés Teotilálpam es una comunidad en el Municipio de San Andrés Teotilálpam en el estado de Oaxaca. San Andrés Teotilálpam está a 1570 metros de altitud.

## Geografía
Está ubicada a 17° 34' 17.4" latitud norte y 96° 23' 31.2" longitud oeste.

## Población
Según el censo de población de INEGI del 2010: la comunidad cuenta con una población total de 1429 habitantes, de los cuales 781 son mujeres y 648 son hombres. Del total de la población 967 personas hablan alguna lengua indígena.
| Censo | Población (2020) |
| ----- | ---------------- |
| 1900  | 1033             |
| 1910  | 1125             |
| 1921  | 929              |
| 1930  | 1050             |
| 1940  | 843              |
| 1950  | 978              |
| 1960  | 1013             |
| 1970  | 976              |
| 1980  | 882              |
| 1990  | 1215             |
| 1995  | 1089             |
| 2000  | 1346             |
| 2005  | 1392             |
| 2010  | 1429             |
| 2020  | 1709             |

## Ocupación
El total de la población económicamente activa es de 325 habitantes, de los cuales 259 son hombres y 66 son mujeres.